# 里弗伍德 (肯塔基州)
里弗伍德（英語：Riverwood）是一個位於美國肯塔基州傑佛遜縣的城市。

## 地方資料
根據2020年美國人口普查的數據，里弗伍德的面積為0.54平方千米，當中陸地面積為0.54平方千米，而水域面積為0.00平方千米。當地共有人口492人，而人口密度為每平方千米911.11人。